# Os sesamoide

Sesamoides del primer metatarsià

En anatomia, un os sesamoide és un os incrustat dins d'un tendó. Deriva de la paraula llatina sesamum ("llavor de sèsam"), a causa de la petita mida de la majoria dels sesamoides. Poden formar-se en resposta a les estrabades, però solen estar presents com a variant normal. La ròtula és l'os sesamoide més gran del cos. Els sesamoides actuen com les politges, proporcionant una superfície llisa perquè els tendons es llisquin, augmentant la capacitat del tendó de transmetre forces musculars.
La calcificació de l'os sesamoide és una de les característiques importants de la creixement puberal, que és anterior en les dones que en els homes. L'absència d'os sesamoides indica un retard en arribar a la pubertat.

## Localitzacions
Els ossos sesamoides es poden trobar a les articulacions de tot el cos, inclosos:
- Al genoll: la ròtula (dins del tendó del quàdriceps). Es tracta de l'os sesamoide més gran.[2]
- A la mà: se solen trobar dos ossos sesamoides a les porcions distals del primer os metacarpià (dins dels tendons de l'adductor del polze i del cubital anterior). També hi ha comunament un os sesamoide en porcions distals del segon os metacarpià.
- Al canell: el pisiforme del canell és un os sesamoide (dins del tendó del flexor carpi ulnaris).[3] Comença a ossificar-se en nens de 9 a 12 anys.[4]
- Al peu: el primer os metatarsià sol tenir dos ossos sesamoides en la seva connexió amb el dit gros (tots dos dins del tendó del flexor curt del dit gros del peu).[5] Un es troba al costat lateral del primer metatars i l'altra a la part medial. En algunes persones, només es troba un sol sesamoide al primer os metatarsià.